# Martin Sheen

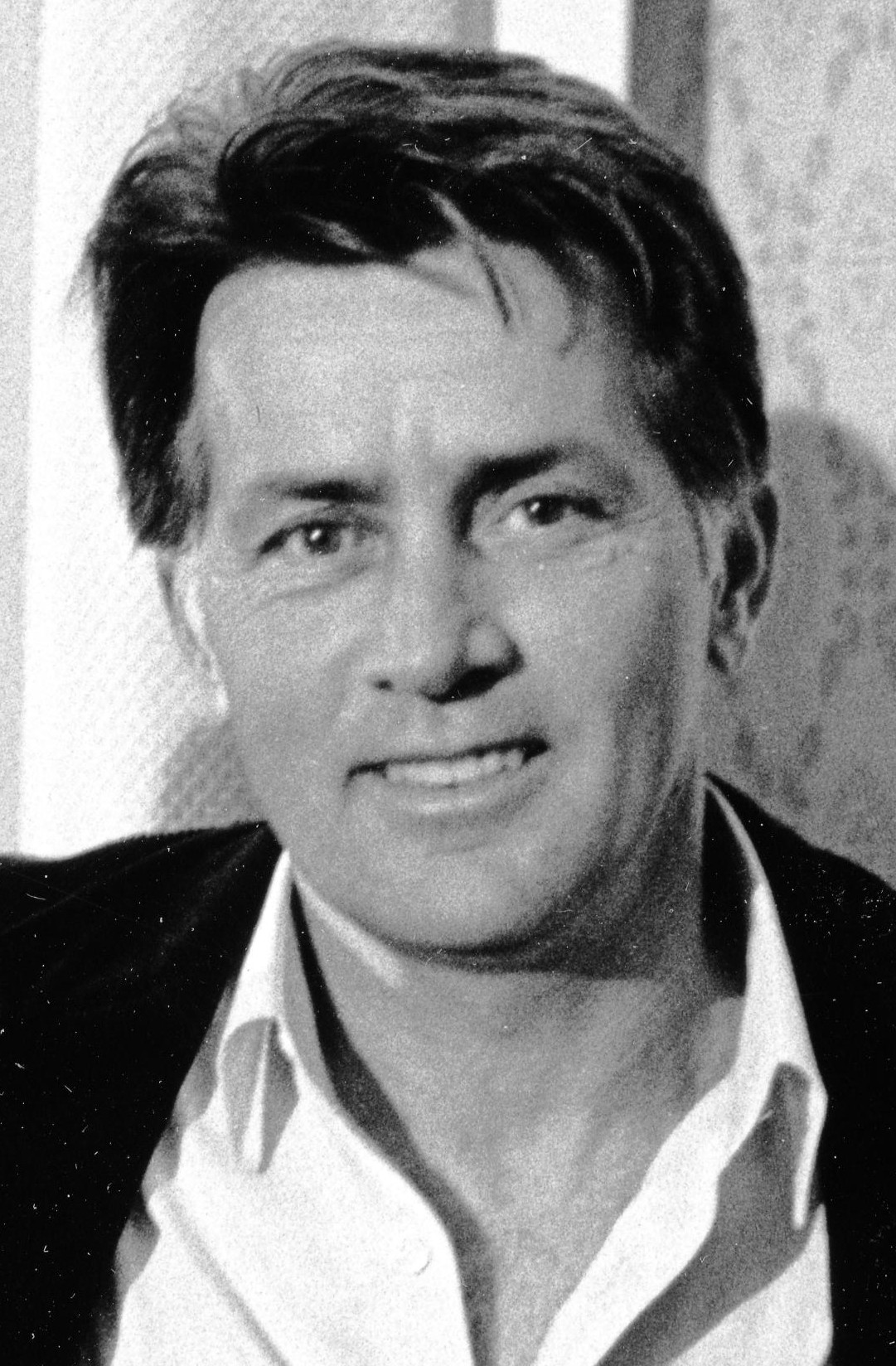
Martin Sheen 1987.

Ramón Gerardo Antonio Estévez, mer känd under sitt artistnamn Martin Sheen, född 3 augusti 1940 i Dayton, Ohio, är en amerikansk skådespelare. Sheen är far till Emilio Estevez och Charlie Sheen samt bror till Joe Estevez.
Martin Sheen har rönt stor uppskattning för sin roll som USA:s president i den populära TV-serien Vita huset. Själv är Sheen vänsterorienterad demokrat och är starkt kritisk till den före detta presidenten George W. Bush. Sheen har engagerat sig politiskt i det verkliga livet och tjänstgjorde under några år som borgmästare i Malibu, Kalifornien, där han bor.

## Filmografi

### Filmer
| År   | Titel                                      | Roll                                | Regissör                     | Noter |
| ---- | ------------------------------------------ | ----------------------------------- | ---------------------------- | --- |
| 1967 | The Incident                               | Artie Connors                       | Larry Peerce                 | |
| 1968 | The Subject Was Roses                      | Timmy Cleary                        | Ulu Grosbard                 | Nominerad — Golden Globe Award for Best Supporting Actor - Motion Picture                                |
| 1970 | Moment 22                                  | 1st Lt. Dobbs                       | Mike Nichols                 | |
| 1972 | No Drums, No Bugles                        | Ashby Gatrell                       | Clyde Ware                   | |
| 1972 | Pickup on 101                              | Les                                 | John Florea                  | |
| 1972 | Hämnden                                    | Maj. Holliford                      | George C. Scott              | |
| 1972 | That Certain Summer                        | Gary McClain                        | Lamont Johnson               | |
| 1973 | When the Line Goes Through                 | Bluff Jackson                       | Clyde Ware                   | |
| 1973 | Det grymma landet                          | Kit Carruthers                      | Terrence Malick              | |
| 1973 | The Conflict (Catholics)                   | Father Kinsella                     | Jack Gold                    | |
| 1974 | The Legend of Earl Durand                  | Luther Sykes                        | John Patterson               | |
| 1974 | The California Kid                         | Michael McCord                      | Richard T. Heffron           | |
| 1974 | The Missiles of October                    | Robert F. Kennedy                   | Anthony Page                 | |
| 1974 | Arkebuseringen av menige Slovik            | Eddie Slovik                        | Lamont Johnson               | |
| 1975 | The Last Survivors                         | Alexander William Holmes            | Lee H. Katzin                | |
| 1975 | Sweet Hostage                              | Leonard Hatch                       | Lee Philips                  | |
| 1976 | På andra sidan bron                        | Robby Navarro                       | George P. Cosmatos           | |
| 1976 | Den lilla flickan i huset vid vägens slut  | Frank Hallet                        | Nicolas Gessner              | |
| 1979 | Apocalypse Now                             | Kapten Benjamin L. Willard          | Francis Ford Coppola         | Nominerad — American Movie Award for Best Actor Nominerad — BAFTA Award for Best Actor in a Leading Role |
| 1979 | Tvekampen                                  | Pike                                | Anthony Harvey               | |
| 1980 | Timmen noll                                | Warren Lasky                        | Don Taylor                   | |
| 1981 | Loophole                                   | Stephen Booker                      | John Quested                 | |
| 1982 | Gandhi                                     | Vince Walker                        | Richard Attenborough         | |
| 1982 | That Championship Season                   | Tom Daley                           | Jason Miller                 | |
| 1982 | In the Custody of Strangers                | Frank                               | Robert Greenwald             | |
| 1982 | Enigma                                     | Alex Holbeck                        | Jeannot Szwarc               | |
| 1983 | In the King of Prussia                     | Judge Samuel Salus II               | Emile de Antonio             | |
| 1983 | Man, Woman and Child                       | Robert Beckwith                     | Dick Richards                | |
| 1983 | Dead Zone                                  | Greg Stillson                       | David Cronenberg             | |
| 1984 | Eldfödd                                    | Kapten Hollister                    | Mark L. Lester               | |
| 1985 | The Fourth Wise Man                        | Artaban                             | Michael Ray Rhodes           | |
| 1986 | A State of Emergency                       | Dr. Alex Carmody                    | Richard C. Bennett           | |
| 1986 | Shattered Spirits                          | Lyle Mollencamp                     | Robert Greenwald             | |
| 1987 | De sju makterna                            | Cal Jamison                         | John Schlesinger             | |
| 1987 | Siesta                                     | Del                                 | Mary Lambert                 | |
| 1987 | Wall Street                                | Carl Fox                            | Oliver Stone                 | |
| 1988 | Da                                         | Charlie                             | Matt Clark                   | |
| 1988 | Domen i Berlin                             | Herbert Jay Stern                   | Leo Penn                     | |
| 1989 | Marked for Murder                          | Man in park                         | Rick Sloane                  | |
| 1989 | Cold Front                                 | John Hyde                           | Allan A. Goldstein           | |
| 1989 | På rymmen i Beverly Hills                  | Dr. Jeffrey Miller                  | Jim Sotos                    | |
| 1989 | Nightbreaker                               | Dr. Alexander Brown                 | Peter Markle                 | |
| 1989 | En ny värld                                | Paul Andrews                        | David Saperstein             | |
| 1990 | Straffkompaniet                            | MSgt. Otis V. McKinney              | Martin Sheen                 | |
| 1991 | Touch and Die                              | Frank                               | Piernico Solinas             | |
| 1991 | Serverat för trubbel                       | Anthony Wayne                       | Ian Toynton                  | |
| 1991 | JFK                                        | Berättaren                          | Oliver Stone                 | |
| 1992 | De jagade                                  | Dan Walker                          | Duncan McLachlan             | |
| 1992 | Original Intent                            | Joe                                 | Robert Marcarelli            | |
| 1993 | When the Bough Breaks                      | Captain Swaggert                    | Michael Cohn                 | |
| 1993 | My Home, My Prison                         | Berättaren                          | Susana Blaustein Muñoz       | |
| 1993 | Ghost Brigade (aka The Killing Box)        | Gen. Haworth                        | George Hickenlooper          | |
| 1993 | Fortunes of War                            | Francis Labeck                      | Thierry Notz                 | |
| 1993 | Hear No Evil                               | Lt. Brock                           | Robert Greenwald             | |
| 1993 | Hot Shots! 2                               | Capt. Benjamin L. Willard           | Jim Abrahams                 | |
| 1993 | Gettysburg                                 | Robert E. Lee                       | Ronald F. Maxwell            | |
| 1993 | A Matter of Justice                        | Jack Brown                          | Michael Switzer              | |
| 1994 | Guns of Honor                              | Jackson Baines Hardin               | David Lister                 | |
| 1994 | Hits!                                      | Kelly                               | William R. Greenblatt        | |
| 1994 | Grey Knight                                | General                             | George Hickenlooper          | |
| 1994 | Boca                                       | Jesse James Montgomery              | Walter Avancini, Zalman King | |
| 1995 | Presidenten och miss Wade                  | Chief of Staff A.J. McInnerney      | Rob Reiner                   | |
| 1995 | Sacred Cargo                               | Father Andrew Kanvesky              | Aleksandr Buravsky           | |
| 1995 | Dillinger and Capone                       | John Dillinger                      | Jon Purdy                    | |
| 1995 | Captain Nuke and the Bomber Boys           | Jeff Snyder                         | Charles Gale                 | |
| 1995 | De 101 nätterna                            | Sig själv                           | Agnès Varda                  | |
| 1995 | The Break                                  | Gil Robbins                         | Lee H. Katzin                | |
| 1995 | Dead Presidents                            | The Judge                           | Albert Hughes, Allen Hughes  | |
| 1995 | Gospa                                      | father Jozo Zovko                   | Jakov Sedlar                 | |
| 1996 | The War at Home                            | Bob Collier                         | Emilio Estevez               | Nominerad — ALMA Award for Outstanding Individual Performance in a Crossover Role in a Feature Film      |
| 1996 | Entertaining Angels: The Dorothy Day Story | Peter Maurin                        | Michael Ray Rhodes           | |
| 1996 | Project ALF                                | Colonel Gilbert Milfoil             | Dick Lowry                   | |
| 1997 | Truth or Consequences, N.M                 | Sir                                 | Kiefer Sutherland            | |
| 1997 | An Act of Conscience                       | Berättaren                          | Robbie Leppzer               | |
| 1997 | Hostile Waters                             | Aurora Skipper                      | David Drury                  | TV-film; BBC/HBO                                                                                         |
| 1997 | Spawn                                      | Jason Wynn                          | Mark A.Z. Dippé              | |
| 1998 | Family Attraction                          | President                           | Brian Hecker                 | |
| 1998 | Stranger in the Kingdom                    | Sigurd Moulton                      | Jay Craven                   | |
| 1998 | Gunfighter                                 | The Stranger                        | Christopher Coppola          | |
| 1998 | Snitch                                     | Hanlon                              | Ted Demme                    | |
| 1998 | Shadrach                                   | Berättaren                          | Susanna Styron               | |
| 1998 | A Letter from Death Row                    | Michael's Father                    | Marvin Baker, Bret Michaels  | |
| 1998 | Free Money                                 | New Warden                          | Yves Simoneau                | |
| 1998 | No Code of Conduct                         | Bill Peterson                       | Bret Michaels                | |
| 1998 | Den tunna röda linjen                      | Thanks                              | Terrence Malick              | |
| 1999 | Ninth Street                               | Father Frank                        | Tim Rebman, Kevin Willmott   | |
| 1999 | Lost & Found                               | Millstone                           | Jeff Pollack                 | |
| 1999 | Storm                                      | General James Roberts               | Harris Done                  | |
| 1999 | A Texas Funeral                            | Grandpa Sparta                      | W. Blake Herron              | |
| 2001 | O                                          | Coach Duke Goulding                 | Tim Blake Nelson             | |
| 2002 | Catch Me if You Can                        | Roger Strong                        | Steven Spielberg             | |
| 2003 | Mercy of the Sea                           | Frederik                            | Dominik Sedlar, Jakov Sedlar | |
| 2003 | The Commission                             | Dep. Atty. Gen. Nicholas Katzenbach | Mark Sobel                   | |
| 2004 | Jerusalemski sindrom                       |                                     | Dominik Sedlar, Jakov Sedlar | |
| 2006 | The Departed                               | Oliver Queenan                      | Martin Scorsese              | |
| 2006 | Bobby                                      | Jack Stevens                        | Emilio Estevez               | |
| 2007 | Talk To Me                                 | E.G. Sonderling                     | Kasi Lemmons                 | |
| 2007 | Bordertown                                 | George Morgan                       | Gregory Nava                 | |
| 2007 | Flatland: The Movie                        | Arthur Square                       | Dano Johnson, Jeffrey Travis | |
| 2008 | A Single Woman                             | Röstroll                            | Kamala Lopez                 | |
| 2009 | Echelon Conspiracy                         | Raymond Burke                       | Greg Marcks                  | |
| 2009 | Love Happens                               | Burke's Father-in-Law               | Brandon Camp                 | |
| 2009 | Imagine That                               | Dante D'Enzo                        | Karey Kirkpatrick            | |
| 2009 | The Kid: Camacho                           | Dr. Frank Irwin                     | Miguel Necoechea             | |
| 2010 | The Way                                    | Thomas Avery                        | Emilio Estevez               | |
| 2011 | Stella Days                                | Daniel Barry                        | Thaddeus O'Sullivan          | Nominerad — Irish Film and Television Award for Actor in a Lead Role – Film                              |
| 2011 | The Double                                 | Tom Highland                        | Michael Brandt               | |
| 2012 | Seeking a Friend for the End of the World  | Frank Petersen                      | Lorene Scafaria              | |
| 2012 | The Amazing Spider-Man                     | Ben Parker                          | Marc Webb                    | |
| 2012 | Bhopal: A Prayer for Rain                  | Warren Anderson                     | Ravi Kumar                   | |
| 2014 | The Amazing Spider-Man 2                   | Ben Parker                          | Marc Webb                    | |
| 2014 | Trash                                      | Father Juilliard                    | Stephen Daldry               | |

### Dokumentärer
| År     | Filmtitel                                     | Roll                         | Regissör                                |
| ------ | --------------------------------------------- | ---------------------------- | --------------------------------------- |
| 1968   | Pat Neal Is Back                              | Sig själv                    | Edward Beyer                            |
| 1985   | Broken Rainbow                                | Berättaren                   | Maria Florio, Victoria Mudd             |
| 1985   | In the Name of the People                     | Berättaren                   | Frank Christopher                       |
| 1985   | Spaceflight                                   | Berättaren                   | Blaine Baggett                          |
| 1986   | Secrets of the Titanic                        | Berättaren                   | Robert Ballard                          |
| 1988   | Walking After Midnight                        | Sig själv                    | Jonathon Kay                            |
| 1991   | Hearts of Darkness: A Filmmaker's Apocalypse  | Sig själv                    | Fax Bahr / George Hickenlooper          |
| 1994–6 | Eyewitness                                    | Berättaren (U.S. version)    |                                         |
| 1997   | 187: Documented                               | Berättaren                   | Timothy Fong                            |
| 1997   | Tudjman                                       | Berättaren                   | Jakov Sedlar, Joe Tripician             |
| 1998   | Taylor's Campaign                             | Berättaren                   | Richard Cohen                           |
| 1998   | Holes in Heaven                               | Berättaren                   | Wendy Robbins                           |
| 2001   | The Papp Project                              | Sig själv                    | Tracie Holder, Karen Thorsen            |
| 2001   | SOA: Guns and Greed                           | Sig själv                    | Robert Richter                          |
| 2001   | Stockpile                                     | Berättaren                   | Stephen Trombley                        |
| 2001   | Inside the Vatican                            | Berättaren                   | John B. Bredar                          |
| 2002   | Cuba: The 40 Years War                        | Berättaren                   | Peter Melaragno                         |
| 2002   | The Making of Bret Michaels                   | Sig själv                    |                                         |
| 2002   | Tibet: Cry of the Snow Lion                   | Berättaren                   | Tom Piozet                              |
| 2002   | Straight Up: Helicopters in Action            | Berättaren                   | David Douglas                           |
| 2003   | Hidden in Plain Sight                         | Berättaren                   | John Smihula                            |
| 2003   | All the Presidents' Movies                    | Berättaren                   | Brett Hudson                            |
| 2004   | Learning to Sea                               | Berättaren                   | Ziggy Livnat                            |
| 2004   | Winning New Hampshire                         | Sig själv                    | Aram Fischer, Mark Lynch, William Rabbe |
| 2004   | Tell Them Who You Are                         | Berättaren                   | Mark Wexler                             |
| 2005   | On the Line: Dissent in an Age of Terrorism   | Sig själv                    | Peter Glenn, Jason A. Schmidt           |
| 2005   | James Dean: Forever Young                     | Berättaren                   | Michael J. Sheridan                     |
| 2006   | Vem dödade elbilen?                           | Berättaren                   | Chris Paine                             |
| 2006   | Between Iraq and a Hard Place                 | Berättaren                   | Rex J. Pratt                            |
| 2007   | Searching for George Washington               | George Washington (Röstroll) |                                         |
| 2008   | Flower in the Gun Barrel                      | Berättaren                   | Gabriel Cowan                           |
| 2008   | They Killed Sister Dorothy                    | Berättaren                   | Daniel Junge                            |
| 2008   | Vietnam-American Holocaust                    | Berättaren                   | Clay Claiborne                          |
| 2009   | One Water                                     | Berättaren                   | Sanjeev Chatterjee and Ali Habashi      |
| 2009   | The End of Poverty?                           | Berättaren                   | Philippe Diaz                           |
| 2010   | Pax Americana and the Weaponization of Space] | Sig själv                    | Denis Delestrac                         |
| 2010   | Return to El Salvador                         | Berättaren                   | Jamie Moffett                           |
| 2010   | The Spirit                                    | "The Octopuss"               | Pondy Doorcan                           |
| 2010   | The Kennedy Detail                            | Berättaren                   |                                         |
| 2011   | Curiosity                                     | Värd                         |                                         |
| 2012   | Vem tror du att du är?                        | Sig själv                    |                                         |
| 2012   | Death by China                                | Berättaren                   |                                         |

### TV
| År        | Avsnittstitel                                    | Titel på TV-serie                                      | Roll                              | Regissör                       |
| --------- | ------------------------------------------------ | ------------------------------------------------------ | --------------------------------- | ------------------------------ |
| 1960      | The Night the Saints Lost Their Halos            | Storstad                                               | Phil Kasnick                      |                                |
| 1961      | And the Cat Jumped Over the Moon                 | Route 66                                               | gang leader Packy                 | Elliot Silverstein             |
| 1963      | Nightmare                                        | The Outer Limits                                       | Private Arthur Dix                | John Erman                     |
| 1963      | We May Be Better Strangers                       | Arrest and Trial                                       | Dale                              | David Lowell Rich              |
| 1966      | 10 Blocks on the Camino Real                     | NET Playhouse                                          | Kilroy                            | Jac Venza                      |
| 1966      | Flipper and the Seal                             | Flipper                                                | Philip Adams                      |                                |
| 1969      | Live Bait                                        | Mission: Impossible                                    | Albert                            | Stuart Hagmann                 |
| 1969      | Pilotavsnitt                                     | Then Came Bronson                                      | Nick Oresko                       |                                |
| 1970      | Cry, Lie                                         | Hawaii Five-O                                          | Eddie Calhao                      | Paul Stanley                   |
| 1970      | Time and Memories                                | Hawaii Five-O                                          | Arthur Dixon                      | John Llewellyn Moxey           |
| 1972      | The Devil's Playground                           | Cannon                                                 | Jerry                             |                                |
| 1973      | Lovely but Lethal                                | Columbo                                                | Karl Lessing                      | Jeannot Szwarc                 |
| 1973      | Dark Vengeance                                   | Circle of Fear                                         | Frank                             | Herschel Daugherty             |
| 1979      | TV-miniserie                                     | Bländad av makten                                      | John Dean                         | George Schaefer                |
| 1983      | TV-miniserie                                     | Kennedy                                                | John F. Kennedy                   | Jim Goddard                    |
| 1984      | TV-film                                          | The Guardian                                           | Charles Hyatt                     | David Greene                   |
| 1985      | TV-film                                          | Consenting Adult                                       | Ken Lynd                          | Gilbert Cates                  |
| 1986      | TV-film                                          | News at Eleven                                         | Frank Kenley                      | Mike Robe                      |
| 1993      | TV-miniserie                                     | Alex Haley's Queen                                     | James Jackson Sr.                 | John Erman                     |
| 1993      | Angst for the Memories                           | Murphy Brown                                           | Nick Brody, former 1960s radical  | Peter Bonerz                   |
| 1994      | TV-film                                          | Roswell - Besökare från det okända                     | Townsend                          | Jeremy Kagan                   |
| 1994      | TV-film                                          | One of Her Own                                         | Asst. D.A. Pete Maresca           | Armand Mastroianni             |
| 1996      | TV-film                                          | The Crystal Cave: Lessons from the Teachings of Merlin | Kung Artur                        | (Skapad av Deepak Chopra)      |
| 1997      | The Principal and the Pauper                     | Simpsons                                               | Seymour Skinner                   |                                |
| 1998      | Babylon 5: The River of Souls                    | Babylon 5                                              | Soul Hunter                       | Janet Greek                    |
| 1999      | Virtual Justice                                  | Total Recall 2070                                      | Praxis                            | Mark Sobel                     |
| 1999–2006 | Säsong 1–7                                       | Vita huset                                             | President Josiah Bartlet          | Olika (Skapad av Aaron Sorkin) |
| 2005      | Sleep Tight, Puddin' Pop                         | 2 1/2 män                                              | Harvey, Roses pappa               | Gary Halvorson                 |
| 2007      | K&R - Part III                                   | Studio 60 on the Sunset Strip                          | Radiovärd (röstroll, okrediterad) | Timothy Busfield               |
| 2009      | Säsong 2, avsnitt 7                              | The Sunday Night Project                               | Gästvärd                          | Steve Smith                    |
| 2012      | Säsong 8, avsnitt 15                             | Flash Pop                                              | Gästroll                          |                                |
| 2012–2014 | Säsong 1 (gästroll) Säsong 2 (återkommande roll) | Anger Management                                       | Martin Goodson                    |                                |
| 2014      | TV-film                                          | The Whale                                              | Thomas Nickerson                  |                                |
| 2015–2022 | Säsong 1–7                                       | Grace and Frankie                                      | Robert                            |                                |

### Datorspel
| År   | Speltitel                    | Roll             | Noter    |
| ---- | ---------------------------- | ---------------- | -------- |
| 2010 | World of Warcraft: Cataclysm | Nozdormu         | Röstroll |
| 2010 | Mass Effect 2                | The Illusive Man | Röstroll |
| 2012 | Mass Effect 3                | The Illusive Man | Röstroll |